# Forcipomyia pulchrithorax
Forcipomyia pulchrithorax är en tvåvingeart som beskrevs av Edwards 1924. Forcipomyia pulchrithorax ingår i släktet Forcipomyia och familjen svidknott. Inga underarter finns listade i Catalogue of Life.